# (12041) 1997 EQ25
(12041) 1997 EQ25 est un objet de la ceinture principale d'astéroïdes extérieure de 9,482 km de diamètre découvert en 1997.

## Description
(12041) 1997 EQ25 a été découvert le 5 mars 1997 à l'observatoire de Nihondaira, un observatoire astronomique qui se trouve sur une colline surplombant Shimizu-ku à Shizuoka au Japon, par Takeshi Urata.

### Caractéristiques orbitales
L'orbite de cet astéroïde est caractérisée par un demi-grand axe de 3,36 UA, un périhélie de 3,02 UA, une excentricité de 0,10 et une inclinaison de 12,35° par rapport à l'écliptique. Du fait de ces caractéristiques, à savoir un demi-grand axe entre 3,2 et 4,6 UA, il est classé, selon la JPL Small-Body Database, comme objet de la ceinture principale d'astéroïdes extérieure.

### Caractéristiques physiques
(12041) 1997 EQ25 a une magnitude absolue (H) de 13,4 et un albédo estimé à 0,103, ce qui permet de calculer un diamètre de 9,482 km. Ces résultats ont été obtenus grâce aux observations du Wide-field Infrared Survey Explorer (WISE), un télescope spatial américain mis en orbite en 2009 et observant l'ensemble du ciel dans l'infrarouge, et publiés en 2011 dans un article présentant les premiers résultats concernant les astéroïdes de la ceinture principale.